# Andreas von Steinberg
Andreas von Steinberg (auch Andreas von Stenberg; wohl aus dem Stift Hildesheim, † um 25. Februar 1375) war 1359 kurzfristig Landmeister von Livland des Deutschen Ordens.
Andreas von Ste(i)nberg stammt vielleicht aus dem Stift Hildesheim, ist 1343 als Ritterbruder belegt, amtierte 1347 bis 1349 als Komtur zu Windau und schließlich 1347 bis 1375 als Landmarschall. Er diente dabei in den fast drei Jahrzehnten seiner Amtszeit den Landmeistern Goswin von Herike, Arnold von Vitinghove und Wilhelm von Friemersheim. Er starb bei einem Feldzug nach Litauen, als er durch einen stürzenden Baum erschlagen wurde.